# Albanien vid världsmästerskapen i friidrott 2007
Albanien skickade två tävlande till Världsmästerskapen i friidrott 2007 som arrangerades i Osaka, Japan. Dorian Collaku ställde upp i kulstötning och slogs ut i kvalet. Clodiana Shala kom ej till start i damernas fyrahundrameterslopp.
| Gren           | Deltagare      | Resultat   | Placering         |
| Slägga, herrar | Dorian Collaku | 68,30 m SB | Utslagen i kvalet |
| 400 m, damer   | Clodiana Shala | -          | Startade ej       |